# Amphoe Mae Mo

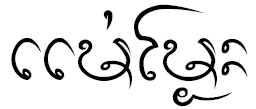
„Mae Mo“ in Lanna-Schrift

Amphoe Mae Mo (Thai อำเภอ แม่เมาะ, Aussprache: ʔāmpʰɤ̄ː mɛ̂ː mɔ́ʔ), auch Mae Moh ist ein Landkreis (Amphoe – Verwaltungs-Distrikt) im östlichen Teil der Provinz Lampang. Die Provinz Lampang liegt in der Nordregion von Thailand.

## Geographie
Benachbarte Landkreise (von Süden im Uhrzeigersinn): die Amphoe Mae Tha, Mueang Lampang, Chae Hom und Ngao der Provinz Lampang, sowie Song und Long der Provinz Phrae.

## Geschichte
Mae Mo wurde am 15. April 1976 als „Zweigkreis“ (King Amphoe) eingerichtet, bestehend aus den drei Tambon Ban Dong, Chang Nuea und Na Sak, die von dem Kreis Mueang Lampang abgespalten wurden. Am 16. Juli 1984 erhielt der Unterbezirk den vollen Amphoe-Status.

## Industrie

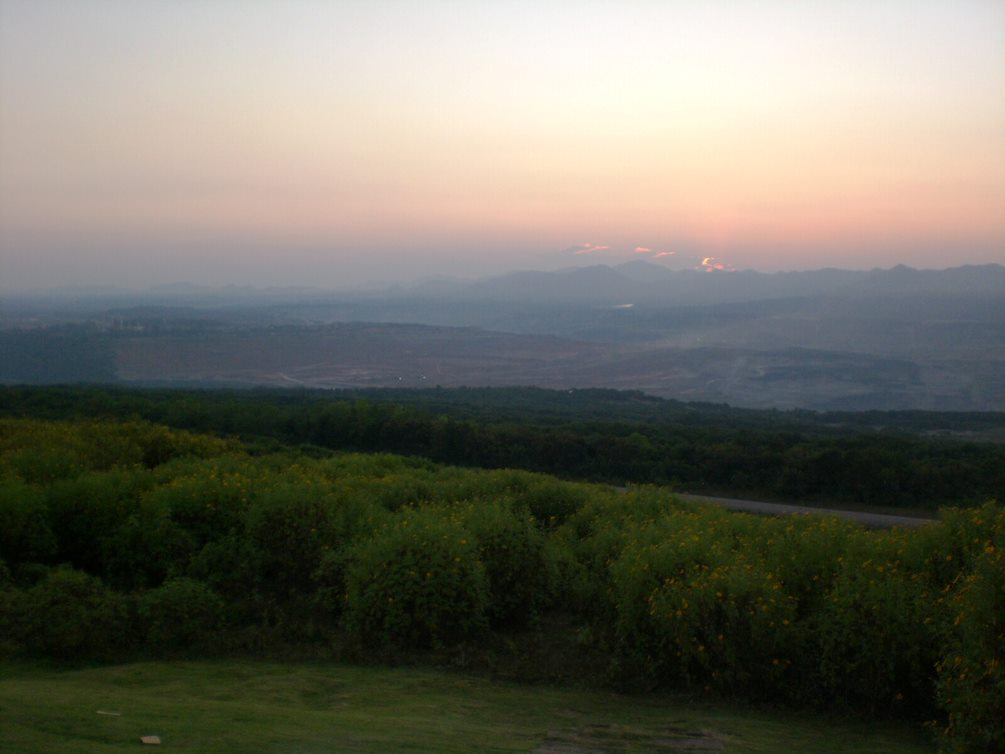
Braunkohletagebau in Mae Moh

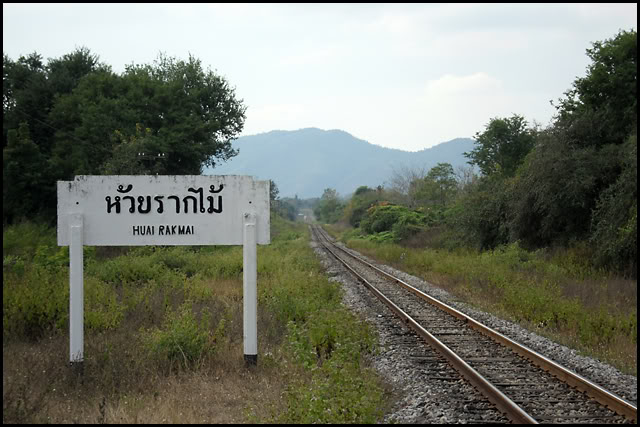
Nordbahn: Haltepunkt „Huai Rak Mai“ eröffnet: 1976

Im Amphoe Mae Mo wurde xylitische Kohle abgebaut und diese über die Nordbahn abtransportiert. Der Bahnanschluss wurde stillgelegt, es gibt jedoch noch einen Bahnhof „Mae Mo“ und Haltepunkt „Huai Rak Mai“. Im Braunkohletagebau wird Weichbraunkohle gefördert und damit das 1978 in Betrieb genommene Kraftwerk Mae Moh versorgt.

## Verwaltung

### Provinzverwaltung
Der Landkreis Mae Mo ist in fünf Tambon („Unterbezirke“ oder „Gemeinden“) eingeteilt, die sich weiter in 44 Muban („Dörfer“) unterteilen.
| Nr. | Name       | Thai    | Muban | Einw.  |
| --- | ---------- | ------- | ----- | ------ |
| 01. | Ban Dong   | บ้านดง   | 08    | 04.861 |
| 02. | Na Sak     | นาสัก    | 09    | 06.196 |
| 03. | Chang Nuea | จางเหนือ | 07    | 05.427 |
| 04. | Mae Mo     | แม่เมาะ  | 12    | 16.053 |
| 05. | Sop Pat    | สบป้าด   | 08    | 07.234 |

### Lokalverwaltung
Es gibt eine Kommune mit „Kleinstadt“-Status (Thesaban Tambon) im Landkreis:
- Mae Mo (Thai: เทศบาลตำบลแม่เมาะ) bestehend aus dem kompletten Tambon Mae Mo.

Außerdem gibt es vier „Tambon-Verwaltungsorganisationen“ (องค์การบริหารส่วนตำบล – Tambon Administrative Organizations, TAO)
- Ban Dong (Thai: องค์การบริหารส่วนตำบลบ้านดง) bestehend aus dem kompletten Tambon Ban Dong.
- Na Sak (Thai: องค์การบริหารส่วนตำบลนาสัก) bestehend aus dem kompletten Tambon Na Sak.
- Chang Nuea (Thai: องค์การบริหารส่วนตำบลจางเหนือ) bestehend aus dem kompletten Tambon Chang Nuea.
- Sop Pat (Thai: องค์การบริหารส่วนตำบลสบป้าด) bestehend aus dem kompletten Tambon Sop Pat.